# Fløyen
Fløyen ou Fløyfjellet (à l'origine Fløien) est la plus visitée des sept montagnes (de syv fjell en norvégien) qui entourent Bergen. Elle fait partie du massif Byfjellene et a un funiculaire, Fløibanen, qui transporte les passagers du pied de la montagne au sommet en environ 8 minutes.
Le sommet de Fløyen s'élève à 400 mètres d'altitude.
Le funiculaire est utilisé par les touristes et les habitants de Bergen tout au long de l'année. Les enfants (ou toute personne voulant retomber en enfance) l'utilisent en hiver pour redescendre de la montagne en luge.

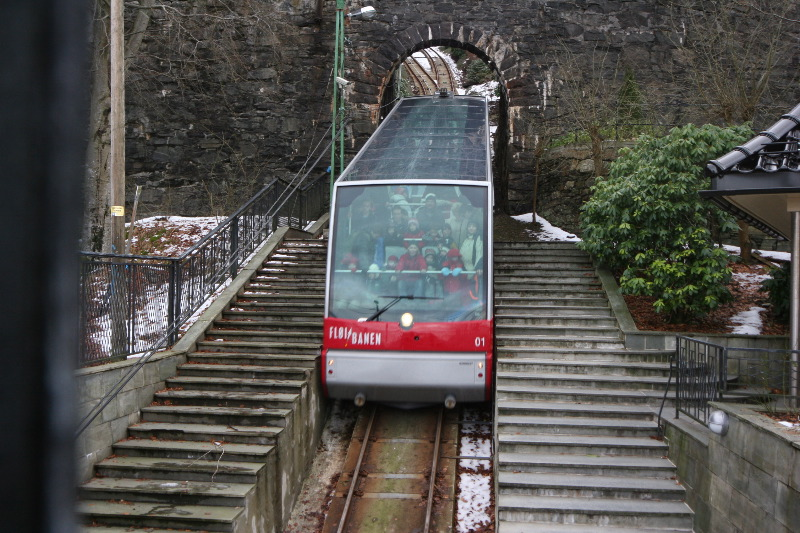
Le funiculaire.

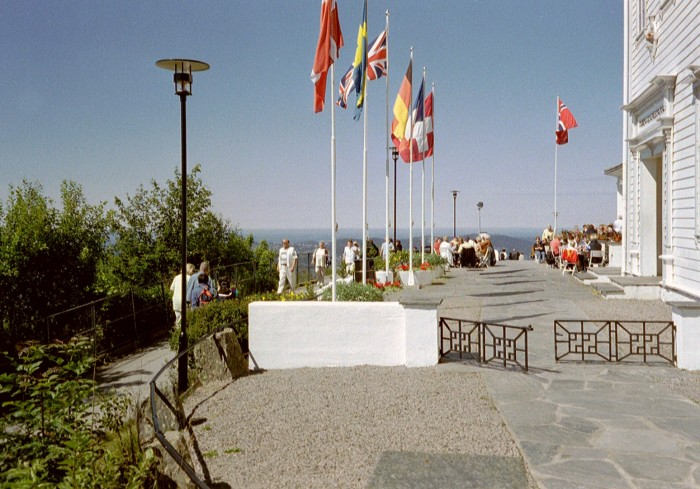
Le sommet de Fløyen.